# یانکی هیل، شهرستان توآلومی، کالیفرنیا
یانکی هیل (به انگلیسی: Yankee Hill) یک منطقهٔ مسکونی در ایالات متحده آمریکا است که در کالیفرنیا واقع شده است. یانکی هیل ۶۸۴٫۸۹ متر بالاتر از سطح دریا قرار دارد.